# Gornji Morinj
Gornji Morinj je naselje u Boki kotorskoj, u općini Kotor. 

## Stanovništvo

### Nacionalni sastav po popisu 2003.[1]
- Srbi -  11
- Crnogorci -  4